# هونغيرنغ

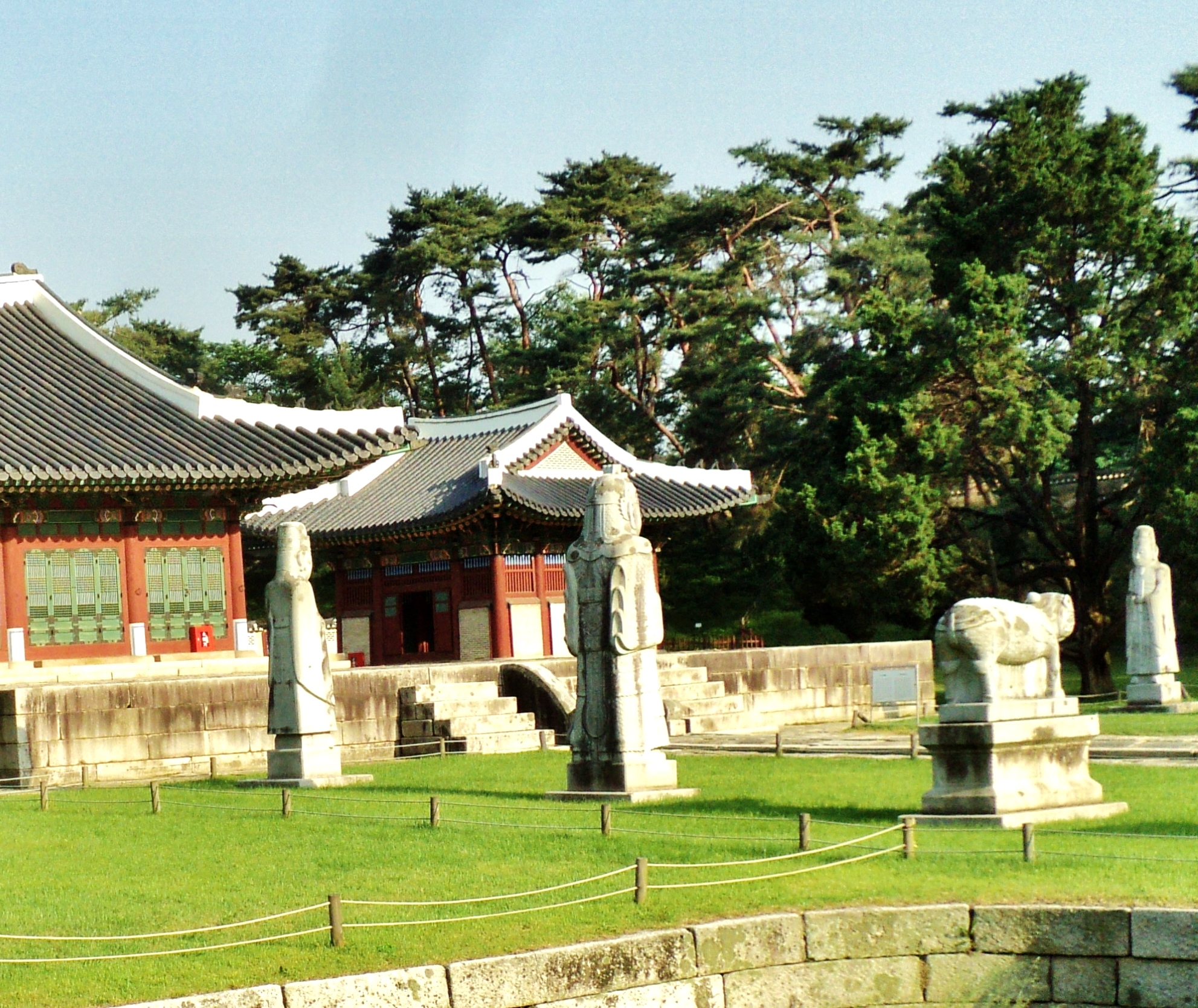

هونغرنغ (홍릉 | 洪陵) ويرنغ (유릉 | 裕陵) يقعان في مقاطعة غيونغي في مدينة ناميانغجو في غمغوكدونغ, يشار إليها باسم هونغيرنغ. هو الموقع التاريخي رقم 207. بنيت هونغرنغ أولاً في 1895 بعد مقتل الإمبراطورة ميونغسونغ. وبنيت يرنغ في 1904, للإمبراطور سنجونغ, وبعد ذلك بنيت مقبرة إضافية لأبناء الملك الآخرين وأحفاده سميت يونغوون (영원).
- هونغرنغ:
- يرنغ:
- يونغوون:

## ملخص
هونغرنغ هي المقبرة التي بناها غوجونغ ملك جوسون السادس والعشرين وإمبراطور كوريا الأول له ولزوجته الملكة مِن بعد اغتيالها على يد اليابانيين, أما يرنغ فهي مقبرة الحاكم السابع والعشرين من أسرة إي الإمبراطور سنجونغ (ثاني أباطرة كوريا وآخرهم) بالإضافة إلى الإمبراطورة سنميونغهيو والإمبراطورة سنجونغ. تضم المقبرة الملكية لحكام جوسون 5 مباني تعرف باسم جونغجاغاغ (정자각 | 丁字閣), بنيت المقبرة على طراز مقبرة إمبراطور مينغ بسبب تغيير اسم الدولة من مملكة إلى إمبراطورية, وأصبحت تحاكي المقابر الإمبراطورية وأحيطت بالعديد من الحيوانات مثل الأسد, والفيل, والزرافة وتعتبر أكبر مقابر مملكة جوسون, كما تختلف عنها في التصميم.

## وصف المقبرة
للقبر الملكي 12 ورقة عرض قابلة للطي في الحجر, بالإضافة إلى لوحة حجرية محضونة بين الأزهار, ولكن ليس لها ألواح حجرية خارج المدفن عند الدرابزين. وبدلاً من المباني على شكل حرف T, فإن منزلاً يحتوي على حجرة الملك بحجم يوجد حوالي خمسة كانس, بالإضافة لأربعة كانس موضوعة في الأمام. حول القبر, وضعت تماثيل للعسكريين ومسؤولين مدنيين وبعض الحيوانات مثل: الزرافة, والفيل, والأسد, والجمل. منحوتات المسؤولين كبيرة في الحجم وقديمة في الطراز. مقبرة يرنغ تعتبر فريدة من نوعها, لأنها حجرة تحتوي على ثلاثة مقابر.

## القبور الموجودة
- في هونغرنغ:
  - الإمبراطور غوجونغ.
  - الإمبراطورة ميونغسونغ.

- في يرنغ:
  - الإمبراطور سنجونغ.
  - الإمبراطورة سنجونغ.
  - الإمبراطورة سنميونغهيو.

- في الملحق الجديد المضاف (يونغوون | 영원):
  - ولي العهد ويمن.
  - إي بانغجا.
  - الأميرة دوكهي.
  - إي غو.
  - بالإضافة لقبر الأمير ويتشن (의친왕묘 | 義親王墓).

## وصلات خارجية
- مركز المعلومات والخصائص الثقافية - الموقع التاريخي رقم 207 هونغرنغ ويرنغ.
- هونغيرنغ.
- هونغرنغ ويرنغ.
- مقبرة هونغيرنغ (홍유릉) على يوتيوب
- مراسم تقام في مقبرة هونغيرنغ (홍유릉) على يوتيوب